# Belocephalus sleighti
Belocephalus sleighti là một loài côn trùng thuộc họ Tettigoniidae. Đây là loài đặc hữu của Hoa Kỳ.